# Exechia triseta
Exechia triseta är en tvåvingeart som beskrevs av Ostroverkhova 1979. Exechia triseta ingår i släktet Exechia och familjen svampmyggor. Inga underarter finns listade i Catalogue of Life.